# 나주 도래마을 옛집
나주 도래마을 옛집은 대한민국 전라남도 나주시 다도면 풍산리의 풍산 홍씨 집성촌인 도래마을 중심부에 있는 한옥을 가리킨다. 2016년 6월 13일 나주시의 향토문화유산 제40호로 지정되었다.

## 개요
도래마을 옛집은 1936년에 지어진 일제강점기시기의 근대 한옥으로 안채와 사랑방 공간에서 근대 시기 특징이 나타난다. 대지 1051m2, 건평 157.78m² 규모이며, 건물 3동으로 이루어져 있다. 신축된 별당은 전시 공간으로 쓰이고 있다.
내셔널트러스트 문화유산기금은 시민들의 자발적인 기증과 기부를 통해 보존 가치가 있는 전통마을과 한옥, 근대건축물 등을 보호하기 위해 2004년에 설립된 재단법인으로, 보존 대상 문화유산으로 이 옛집을 선정, 2006년에 시민 모금으로 조성한 기금 1억 원으로 매입하였으며, 복권 기금 6억 원을 들여 복원 및 보수를 완료하고, 2009년부터 개방하고 있다. 이로써 서울 성북동에 있는 최순우 옛집에 이어 시민문화유산 제2호가 되었다.
이 옛집이 있는 전남 나주 도래마을의 주요 고택들은 다음과 같다.
- 홍기응 가옥(국가민속문화재 151호)
- 홍기헌 가옥(국가민속문화재 165호)
- 홍기창 가옥(전라남도 민속문화재 9호)

## 지정 사유
나주 도래마을 옛집은 1936년 건립된 근대기 한옥의 변화를 살펴 볼 수 있는 중요한 자원으로 평가된다. 안채와 사랑채가 통합되어 한 채의 복합형 살림집으로 진화하고 목가구조의 상부가구와 이에 따른 기둥 배열과 상관없이 내부 공간의 필요에 따라 실구분이 이루워진 ‘자유로운 평면’의 근대적 특징을 갖는 건축사적 의의를 갖는 문화재로 문화재 지정이 필요하다.

## 같이 보기
- 내셔널트러스트 문화유산기금